# 劉胥
广陵厉王刘胥（前2世纪？—前54年），汉武帝第四子，生母李姬。

## 生平
生年不详，当不早于前128年。元狩六年（前117年）四月乙巳，汉武帝立他为广陵王。刘胥力气很大，力扛鼎，空手搏熊猛兽。但是做事没有法度，汉武帝从没有把他考虑为皇位继承人。
汉昭帝继位後，汉昭帝无子，他就想夺取皇位。后来，汉宣帝继位，封刘胥的儿子刘圣、刘曾、刘宝、刘昌皆为列侯，又立其幼子刘弘为高密王。但是他不服汉宣帝，说：“太子孙何以反得立？”于是暗中进行诅咒之事。五凤四年（前54年），事发，被汉宣帝赐死，谥号厉，国除。

## 后续
七年后，汉元帝复立刘胥太子刘霸，是为广陵孝王。

## 家族

### 妻妾
- 八子 郭昭君
- 家人子 赵左君
- 姬 左修

### 子嗣
- 广陵孝王刘霸
- 朝陽荒侯劉聖
- 平曲節侯劉曾
- 南利侯劉昌
- 高密王刘弘

### 後裔
東漢劉瑜、西晉劉頌為其後代。

## 註解
1. ↑  《汉书》卷六：夏四月乙巳，廟立皇子閎為齊王，旦為燕王，胥為廣陵王。
2. ↑  《後漢書·劉瑜傳》：劉瑜字季節，廣陵人也。高祖父廣陵靖王。
3. ↑  《晉書·劉頌傳》：劉頌，字子雅，廣陵人，漢廣陵厲王胥之後也。

## 延伸阅读
[在维基数据编辑]
 《史記/卷060》，出自司馬遷《史記》